# Lijana Kaggwa
Lijana Kaggwa (* 11. April 1996 in Kassel) ist ein deutsches Model und Influencerin. Sie erreichte Bekanntheit durch ihre Teilnahme und insbesondere ihren Ausstieg aus der Casting-Show Germany’s Next Topmodel. Während der Show war sie  Hasskommentaren ausgesetzt. Heute engagiert sie sich gegen Cyber-Mobbing.

## Leben
Ihr Vater stammt aus Kampala in Uganda, ihre Mutter stammt aus Kassel. Im Jahr 2015 belegte sie bei der Wahl zur Miss Kassel den 2. Platz. Ihr Abitur legte sie an der Friedrich-List-Schule ab. Anschließend studierte sie auf Lehramt.
Kaggwa erlangte nationale Bekanntheit, als sie 2020 in der 15. Staffel der Fernsehshow Germany’s Next Topmodel in der finalen Liveshow vor einem Millionenpublikum freiwillig ausstieg. Dabei trug sie einen Mantel, auf dem einige der Hasskommentare abgedruckt waren, die sie während der Teilnahme an der Show erhalten hat.
Um an der Show teilnehmen zu können, brach sie extra ihr Studium ab, da es seit ihrer Kindheit ihr größter Traum war, Model zu werden. Nach dem Abbruch äußerte sie sich in mehreren Statements auf YouTube über die Show und den Umgang mit ihr. Diese wurden von verschiedenen Medien wie Bunte und Focus aufgegriffen. Sie wurde in der Show als „Staffel-Zicke“ porträtiert. Dazu wurden laut Kaggwa ihre Aussagen umgeschnitten, die Kandidaten manipuliert und auch zu diversen Tricks gegriffen, um einzelne Kandidaten in einem schlechteren Licht darstellen zu lassen. Dies führte zu diversen Shitstorms sowie der Bedrohung der eigenen Familie. Auch Giftköder für ihren Hund sollen in ihrem Garten ausgelegt worden sein. Der Umgang mit ihr führte im Nachgang zu Depressionen bis Suizidgedanken, die sie therapeutisch aufarbeiten musste. Zeitweise sei sie unter Polizeischutz gestellt worden. ProSieben ging gerichtlich gegen ihre Statements vor und versuchte eine Unterlassungserklärung zu erwirken. Bei dem Gerichtsverfahren errangen beide Parteien einen Teilerfolg. So gab das Landgericht Hamburg den Machern der Sendung in drei von fünf Punkten recht, erklärte aber auch die Geheimhaltungsklausel für unwirksam. Die gerichtliche Auseinandersetzung ist noch nicht abgeschlossen.
2021 nahm sie an der Doku-Soap Shopping Queen auf Vox teil. Auch diesen Auftritt nutzte sie für Statements zum Thema Cybermobbing.
Kaggwa setzt sich mit einer Kampagne unter dem Motto Love Always Wins (dt. „Liebe gewinnt immer“) für mehr Respekt im Netz ein. Sie hält unter anderem Vorträge an Schulen und bei Medien- und Demokratie-Veranstaltungen und tritt auch im Fernsehen zu ihrem Thema auf. Als Schirmherr konnte sie Boris Mijatović gewinnen. Sie war Gegenstand mehrerer Fernsehdokumentationen, so 2021 bei 37 Grad und 2022 bei Deep und deutlich.

## TV-Dokumentationen
- 2021 37 Grad: „Cybermobbing“
- 2022 deep und deutlich: "Ich hatte Angst vor Heidi" – Lijana und die GNTM-Klage"
- 2023 13 Fragen: „Sollten Schönheitswettbewerbe ein Ende haben?“

## Buch
- 2023 "Du verdienst den Tod!" (Komplett-Media)[12]